# ダッパー・ダン
ダッパー・ダン(The Dapper Dan)は、世界のディズニーパークで公演されているショー。

## このショーが公演されているパーク
- ディズニーランド（ディズニーランド・リゾート）
- マジック・キングダム（ウォルト・ディズニー・ワールド・リゾート）

## このショーが公演されていたパーク
- ディズニーランド・パーク（ディズニーランド・パリ）
- 香港ディズニーランド（香港ディズニーランド・リゾート）

## 概要
オールドスタイルの理髪店の服装をした男性4人組が、カルテットとして歌声を奏でる路上パフォーマンス。メインストリートUSAで一日に数回公演されている。ディズニーランドで1959年に開始されて以降、マジック・キングダム、ディズニーランド・パリ、香港ディズニーランドではパークの開園と同時に開始された。しかしディズニーランド・パリ、香港ディズニーランドでは現在は公演が行われていない。

## 各パークの情報

### ディズニーランド
1959年に公演が開始された。

### マジック・キングダム
パーク開園と同時の1971年に公演が開始された。メインストリートの路上だけでなく、パーク内にある実際の理髪店に訪れて公演を行うこともある。

### ディズニーランド・パリ
パーク開園と同時の1992年に公演が開始された。かつてはメインストリートUSAにある「ダッパー・ダンの理髪店」と呼ばれる店舗で公演を行っていたが、1995年に終了している。ただし店舗は現在も継続している。

### 香港ディズニーランド
パーク開園と同時の2005年にメインストリートUSAの路上パフォーマンスとして実施されていたが、2008年に終了した。